# Liste der Monuments historiques in Roderen
Die Liste der Monuments historiques in Roderen führt die Monuments historiques in der französischen Gemeinde Roderen auf.

## Liste der Objekte
| Bezeichnung                                         | Beschreibung                                                                                | Standort                        | Kennzeichnung | Schutzstatus | Datum | Bild |
| --------------------------------------------------- | ------------------------------------------------------------------------------------------- | ------------------------------- | ------------- | ------------ | ----- | ---- |
| Glocke                                              | Bronze, 1383 gegossen                                                                       | in der Kirche St-Laurent (Lage) | PM68000324    | Classé       | 1987  |      |
| Marienaltar                                         | linker Seitenaltar; Holz, farbig gefasst und vergoldet, zweite Hälfte des 19. Jahrhunderts  | in der Kirche St-Laurent (Lage) | PM68001159    | Inscrit      | 1985  |      |
| Kreuzigungsgruppe                                   | Lindenholz, erste Hälfte des 19. Jahrhunderts                                               | in der Kirche St-Laurent (Lage) | PM68000317    | Classé       | 1984  |      |
| Kanzel                                              | Holz, farbig gefasst und vergoldet, zweite Hälfte des 19. Jahrhunderts                      | in der Kirche St-Laurent (Lage) | PM68000322    | Classé       | 1984  |      |
| Gemälde Versetzung des Heiligen Hauses nach Loretto | Ölfarbe auf Leinwand, 1786 von Jean Bentz                                                   | in der Kirche St-Laurent (Lage) | PM68000318    | Classé       | 1984  |      |
| Gemälde Unsre Liebe Frau von Loretto                | Ölfarbe auf Leinwand, 1786 von Jean Bentz                                                   | in der Kirche St-Laurent (Lage) | PM68000320    | Classé       | 1984  |      |
| Sebastiansaltar                                     | rechter Seitenaltar; Holz, farbig gefasst und vergoldet, zweite Hälfte des 19. Jahrhunderts | in der Kirche St-Laurent (Lage) | PM68001160    | Inscrit      | 1985  |      |
| Hauptaltar                                          | Kalkstein, teilweise farbig gefasst, 1861                                                   | in der Kirche St-Laurent (Lage) | PM68000316    | Classé       | 1984  |      |
| Gemälde Heiliger Laurentius                         | Ölfarbe auf Leinwand, 1715 oder 1718                                                        | in der Kirche St-Laurent (Lage) | PM68000319    | Classé       | 1984  |      |
| Skulptur Madonna mit Kind                           | Holz, farbig gefasst, versilbert und vergoldet, 18. Jahrhundert                             | in der Kirche St-Laurent (Lage) | PM68001161    | Inscrit      | 1985  |      |
| Gemälde Heiliger Aloisius von Gonzaga               | Ölfarbe auf Leinwand, zweite Hälfte des 18. Jahrhunderts, von Jean Bentz                    | in der Kirche St-Laurent (Lage) | PM68000321    | Classé       | 1984  |      |
| Kelch und Patene                                    | Silber, vergoldet, zwischen 1809 und 1819                                                   | in der Kirche St-Laurent (Lage) | PM68000323    | Classé       | 1984  |      |